# Игнатий Костидис
Игнатий ІІІ (на гръцки: Ιγνάτιος, Игнатиос) е гръцки духовник, митрополит на Цариградската патриаршия.

## Биография
Роден е в южномакедонското градче Полигирос със светското име Костидис (Κωστίδης).
От 1785 или 1789 година е китроски епископ. През ноември 1791 година е избран за касандрийски архиепископ във Валта. След избухването на Гръцкото въстание и унищожаването на Валта от османските войски на 1 ноември 1821 година, Игнатий бяга на Скопелос.
Умира в 1823 или 1824 година.